# Bevrijding van de Taipan
De bevrijding van de Taipan was een actie van de Nederlandse Koninklijke Marine op 5 april 2010, waarbij het door Somalische piraten gekaapte Duitse containerschip Taipan ontzet werd door Hr.Ms. Tromp en de Unit Interventie Mariniers.

## Geschiedenis

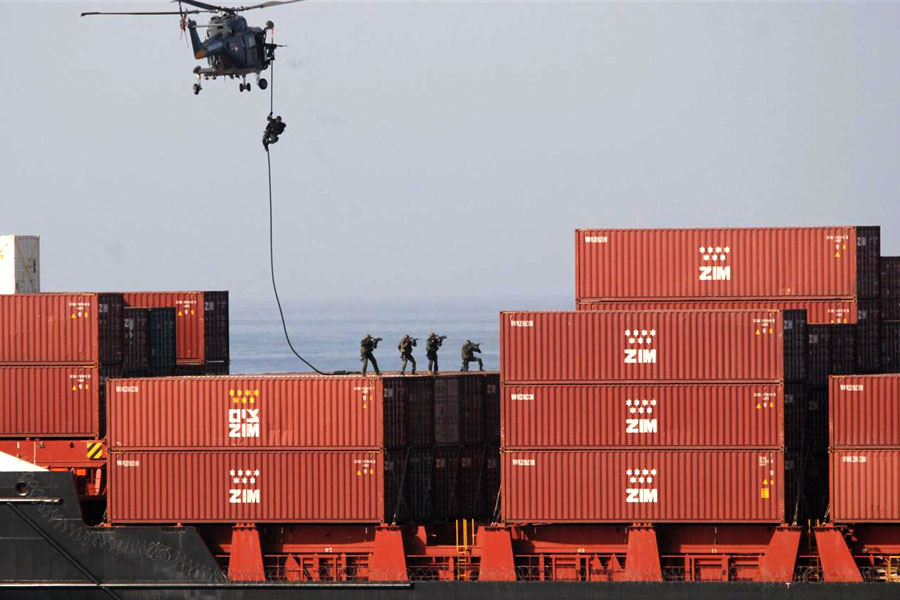
Mariniers dalen af op de Taipan

Op 5 april 2010 rond 12.45 uur (lokale tijd) probeerde een groep Somalische piraten het Duitse containerschip Taipan te kapen, dat op dat moment ongeveer 500 zeemijl voor de kust van Somalië voer. Het Nederlandse marineschip Hr.Ms. Tromp was, in het kader van de EU-missie Operatie Atalanta, ongeveer 50 mijl van het schip vandaan. Het kreeg ondersteuning van een Duits Orion-patrouillevliegtuig. Doordat de Taipan zich buiten de operatiezone van Atalanta bevond, moest toestemming van het Nederlandse ministerie van Defensie worden verkregen om onder nationale vlag bijstand te kunnen verlenen.
De piraten enterden het schip, maar niet voordat de bemanning van het schip de voortstuwing en elektriciteitsvoorziening onklaar had gemaakt en zich had teruggetrokken in hun safe room. Het moederschip van de piraten probeerde dichter bij de Taipan te komen, maar werd met schoten voor de boeg vanaf de Tromp op afstand gehouden. Doordat de Taipan anti-piraterijmaatregelen had genomen waardoor het enteren van het schip vanaf het water lastig was, werd besloten mariniers via de aan boord gestationeerde Lynx-helikopter aan boord van de Taipan te brengen.
Twee uur na de noodoproep van de Taipan kwam de Tromp aan bij het schip. Nadat de Tromp nog enkele rondjes om de Taipan had gevaren om een beter beeld op te bouwen en de piraten via lange-afstand luidsprekers had opgeroepen zich over te geven, kwam de finale toestemming vanuit Nederland om het schip te ontzetten. Om 15.40 uur ging de actie van start, waarbij bij nadering van de Taipan op de Tromp werd gevuurd, waarna de Tromp de Taipan met .50-machinegeweren onder vuur nam. De mariniers lieten zich via een touw uit de Lynx op de Taipan zakken, waarbij een marinier gewond raakte door een val van 8 meter, die desondanks zijn missie vervolgde . Bij de actie, die in totaal ongeveer 45 minuten duurde, werden alle tien de piraten ongedeerd opgepakt. De vijftien bemanningsleden waren eveneens ongedeerd.
Bemanningsleden van de Taipan hadden de motoren zo snel uitgezet, dat het lastig bleek ze weer te starten. Tegen 02.00 uur kon de Taipan haar eigen weg weer vervolgen.

## Vervolging van gevangen Somalische piraten
De Tromp arriveerde de woensdag erop in de haven van Djibouti (in het land Djibouti) en droeg de piraten over aan de Nederlandse militaire politie die vanuit Nederland daarvoor naar Djibouti waren gekomen. Ze brachten de piraten direct naar het vliegveld, waar een militaire DC-10 klaar stond om op te stijgen. 
De regionale rechtbank in Hamburg had Europese arrestatiebevelen tegen de mannen uitgevaardigd. 
De tien piraten werden in Duitsland berecht en veroordeeld tot gevangenisstraffen van twee tot zeven jaar. Het was het eerste piraterijproces in het land in 400 jaar.
Tot dan toe had Duitsland gevangengenomen piraten altijd uitgeleverd aan Kenia en daar berecht, maar Kenia was kort ervoor daarmee gestopt.  

## Nasleep

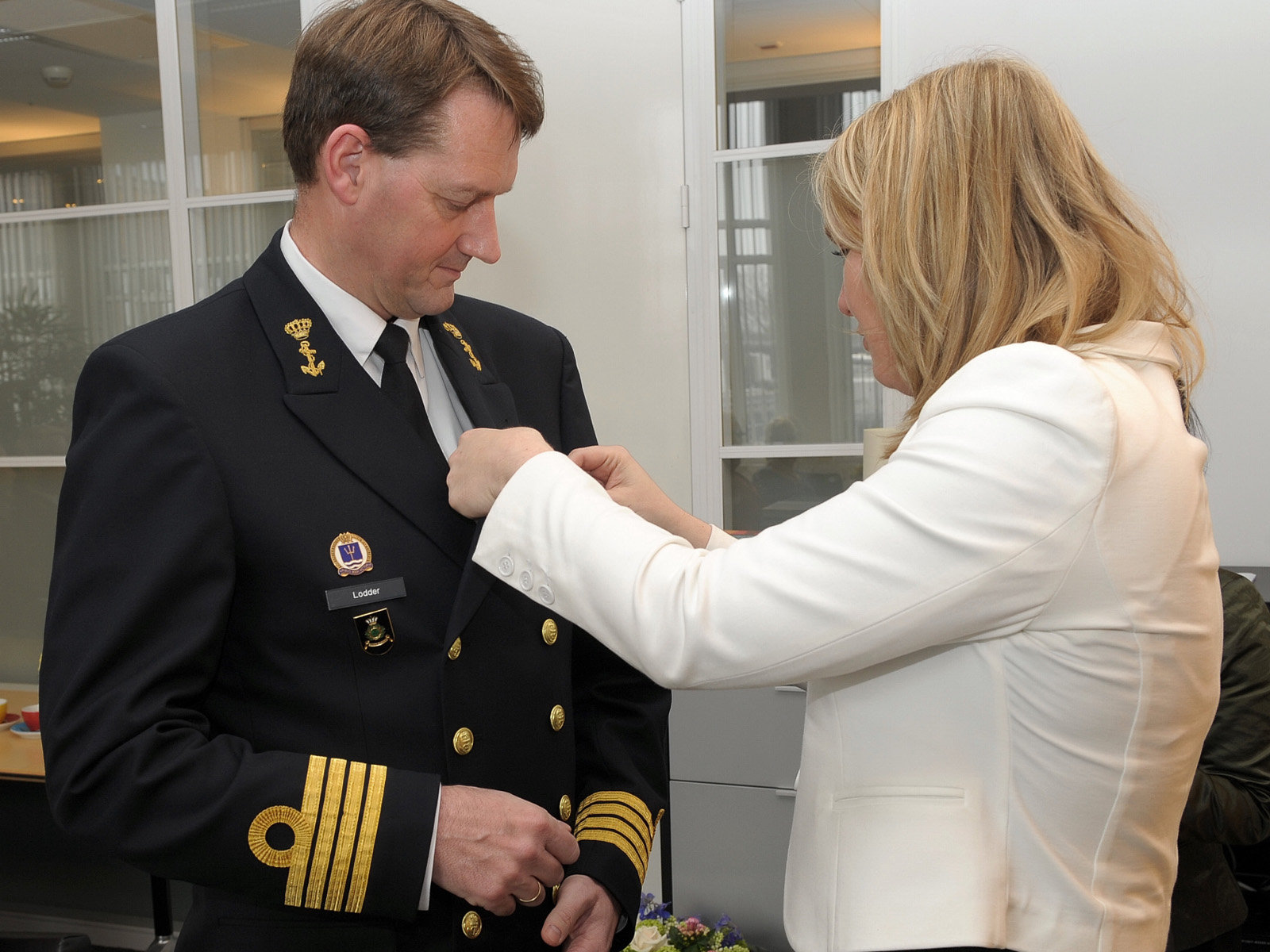
KTZ Lodder ontvangt De Ruyter-medaille

De Duitse minister van Buitenlandse Zaken Guido Westerwelle bedankte zijn Nederlandse collega Maxime Verhagen en de reder van de Taipan overhandigde een plaquette aan de Tromp ter dank voor de bevrijding. De commandant van de Tromp, kapitein-ter-zee Hans Lodder, ontving in 2011 uit handen van minister Melanie Schultz van Haegen de De Ruyter-medaille voor zijn bijdragen aan de strijd tegen piraterij.
Beelden die gemaakt zijn met een camera op een helm van een van de mariniers werden april 2010 vrijgegeven door het ministerie van Defensie.
In 2023 kreeg het team een dapperheidsonderscheiding.